# Kultura wiltońska
Kultura wiltońska – nazwa niniejszej jednostki kulturowej związana jest z nazwą stanowiska pod nawisem skalnym położonego na farmie Wilton koło Alicedale w Południowej Afryce. Zespół zjawisk kulturowych utożsamianych z omawianą kulturą obejmował swym zasięgiem obszary południowej i środkowej Afryki - jaskinia Coldstream w RPA. Rozwój owej jednostki kulturowej wyznaczają daty od ok. 7 do ok. 2 tys. lat temu. Inwentarz kamienny w owej kulturze reprezentowany jest przez krótkie drapacze oraz segmenty, zbrojniki geometryczne. Gospodarka kultury wiltońska opierała się na polowaniach oraz na zbieractwie.